# Blies
Blies – rzeka o długości 99,5 km w południowo-zachodnich Niemczech (kraj związkowy Saara) i w północno-wschodniej Francji (departament Mozela), prawy dopływ rzeki Saary. Blies wypływa z trzech źródeł w paśmie górskim Hunsrück. Przepływa przez miasta Sankt Wendel, Neunkirchen i Blieskastel (nazwa tego ostatniego pochodzi właśnie od nazwy rzeki). Wpływa do Saary we francuskim mieście Sarreguemines.